# شهرستان بشاگرد
شهرستان بشاگرد یکی از شهرستان‌های استان هرمزگان ایران است. مرکز این شهرستان، شهر سردشت است.
این شهرستان در تاریخ ۲۸ مهر ۱۳۸۷ از شهرستان جاسک جدا شد و مستقل گردید.

## موقعیت جغرافیایی
شهرستان بشاگرد از شمال با شهرستان قلعه‌گنج استان کرمان، از شرق با شهرستان نیک‌شهر استان سیستان و بلوچستان، از جنوب با شهرستان جاسک، از شمال غربی با شهرستان میناب و از جنوب غربی با شهرستان سیریک همسایه است.

## تقسیمات کشوری
شهرستان بشاگرد شامل ۳ بخش، ۶ دهستان و ۲ شهر، به نام‌های زیر است:

### شهرستان بشاگرد
| بخش            | مرکز بخش | جمعیت بخش ۱۳۹۵ | نام دهستان | مرکز دهستان | جمعیت دهستان ۱۳۹۵ | شهر               | جمعیت شهر ۱۳۹۵    |
| -------------- | -------- | -------------- | ---------- | ----------- | ----------------- | ----------------- | ----------------- |
| مرکزی          | سردشت    | ۱۳٬۶۷۶ نفر     | جکدان      | جکدان       | ۱۰٬۰۵۳ نفر        | سردشت             | ۱٬۷۲۵ نفر         |
| مرکزی          | سردشت    | ۱۳٬۶۷۶ نفر     | سردشت      | سردشت       | ۳٬۶۲۳ نفر         | سردشت             | ۱٬۷۲۵ نفر         |
| گوهران         | گوهران   | ۱۴٬۱۴۹ نفر     | گوهران     | گوهران      | ۹٬۱۳۸ نفر         | گوهران            | ۱٬۱۷۰ نفر         |
| گوهران         | گوهران   | ۱۴٬۱۴۹ نفر     | درآبسر     | خمینی‌شهر    | ۵٬۰۱۱ نفر         | گوهران            | ۱٬۱۷۰ نفر         |
| گافر و پارامون | درنگ مدو | ۷٬۲۶۰ نفر      | پارامون    | درنگ مدو    | ۴٬۴۵۲ نفر         | ***************** | ***************** |
| گافر و پارامون | درنگ مدو | ۷٬۲۶۰ نفر      | گافر       | سیت         | ۲٬۸۰۸ نفر         | ***************** | ***************** |

## مردم
بشاگردیان اغلب پوستی تیره دارند. آنان را از نژاد سیاهان آناریاکویی، یا غیر آریایی و بومی منطقه از جمله مردم ایلام و سومر می دانند.جمعیت شهرستان عمداتا مردم بشاگرد از اقوام ایرانی مانند بلوچ و بشاگردی و ایرانیان سیاهپوست تشکیل شده است.

## فرهنگ
فرهنگ مردم بشاگرد فرهنگی ایرانی-شیعی است که از لحاظ مذهب مردم این منطقه را نسبت به مردم بلوچ و شرقی متفاوت می‌کند.
تاثیر فرهنگ ایرانی در بین مردم این منطقه به مراتب بیشتر از مذهب است به گونه‌ای که می‌توان بدون آسیب رساندن به فرهنگ مذهب را از مردم این منطقه جدا کرد؛ و باید تاکید کرد که فرهنگ ایرانی از عمق بیشتری بر خوردار است به گونه‌ای که زبان تاریخ داستان‌ها و افسانه‌ها و ارزش‌ها همگی، مرتبط و تحت تاثیر فرهنگ ایرانی هستند.

## زبان
بر اساس سایت ایران اطلس عمده مردم شهرستان به زبان زبان بشاگردی یکی از زبان غیر فارسی ایران جنوب غربی سخن می گویند.

## آب و هوا
شهرستان بشاگرد دارای تابستان‌هایی گرم و زمستانهایی سرد و خشک است.
اما قابل ذکر است، در مناطقی که بیشتر به کوهستان نزدیک هستند آب و هوا نیز معتدل است.

## مساحت
مساحت این منطقه در تقسیمات کشوری در حدود ۸۷۵۰
است که تنها به استان هرمزگان ختم می‌شود اما از لحاظ تاریخی این منطقه مساحتی بیشتر داشته و مناطقی از هرمزگان و بلوچستان و کرمان امروزی را در بر می‌گرفته است.

## دشت پلپلک
بزرگترین نخلستان «مجول» دنیا با عنوان نخلستان دشت پلپلک با مساحت ۳ هزار و ۶۰۰ هکتار با سرمایه‌گذاری بخش خصوصی درمنطقه پلپلک شهرستان بشاکرد استان هرمزگان درحال احداث است.بعد از ایران، دومین نخلستان در کشور مراکش و سومی در کشور عربستان بوده و بهترین رقم خرما در جهان، رقم مجول است 

## پوشش گیاهی و کشاورزی منطقه
- تپه‌ماهورهای آبرفتی این منطقه پوششِ گیاهیِ فقیری دارد.
- سیر بشاگرد کیفیت بسیار بالا و خواهان زیادی دارد چون بسیار تیز و دهن سوز و معطر است.
- خرما: اساسی‌ترین محصول بشاگرد خرمای آن است که بسیار اهمیت دارد و جهاد کشاورزی در چندسال اخیر شروع به خرید عمده خرما در شهرستان نموده که حائز اهمیت است.
- میوه‌های فصلی شامل انار، انجیر در بشاگرد به دست می‌آید.
- کنار، بستل، بادام تلخ و پسته وحشی از جمله محصولاتی هستند که در فصول مختلف سال در ارتفاعات به‌صورت خودرو به بار می‌نشینند
- قارچ وحشی خوراکی در ابعاد مختلف که از نظر شکل هندسی شبیه به سیب زمینی ولی حالتی اسفنج مانند دارد که به گویش محلی به آن (اَخِر) می‌گویند یکی از غذاهای پرخاصیت و پرطرفدار است که در فصل زمستان در ارتفاعات می‌روید
- عسل بشاگرد کیفیت بسیار بالای را دارد و جزو مرغوب‌ترین عسل‌های دنیاست، که به کشورهای حاشیهٔ خلیج فارس صادر می‌شود.

## گونه‌های جانوری
اکوسیستم و کوهستانی بشاگرد شرایط زیست گونه‌های مختلف جانوری را در ارتفاعات این شهرستان فراهم کرده‌است.
جانورانی مانند: خرس، پلنگ، گرگ، شغال، بز کوهی، کفتار، گراز، گربه وحشی و…
انواع پرندگان ازجمله، کبک، کبک دری، تیهو (سایر گونه‌های کبکیان)، کبوتر وحشی، قمری، کلاغ، بلبل، بلبل خرما، گنجشک، , کبوتر وحشی، شاهین و عقاب در کوه‌های بشاگرد یافت می‌شود.

## جمعیت
بر پایه سرشماری عمومی نفوس و مسکن در سال ۱۳۹۵، جمعیت شهرستان بشاگرد برابر با ۳۵٬۰۸۵ نفر بوده‌است.

## اکتشافات باستانی
آمارها و اطلاعات و گزارش‌های متعددی بیان شده که اشیای باستانی و گنجینه‌ها توسط افراد سودجو کشف و فروخته می شوند و به نام تمدن و منطقه دیگری ثبت می‌شوند.